# Fenicis

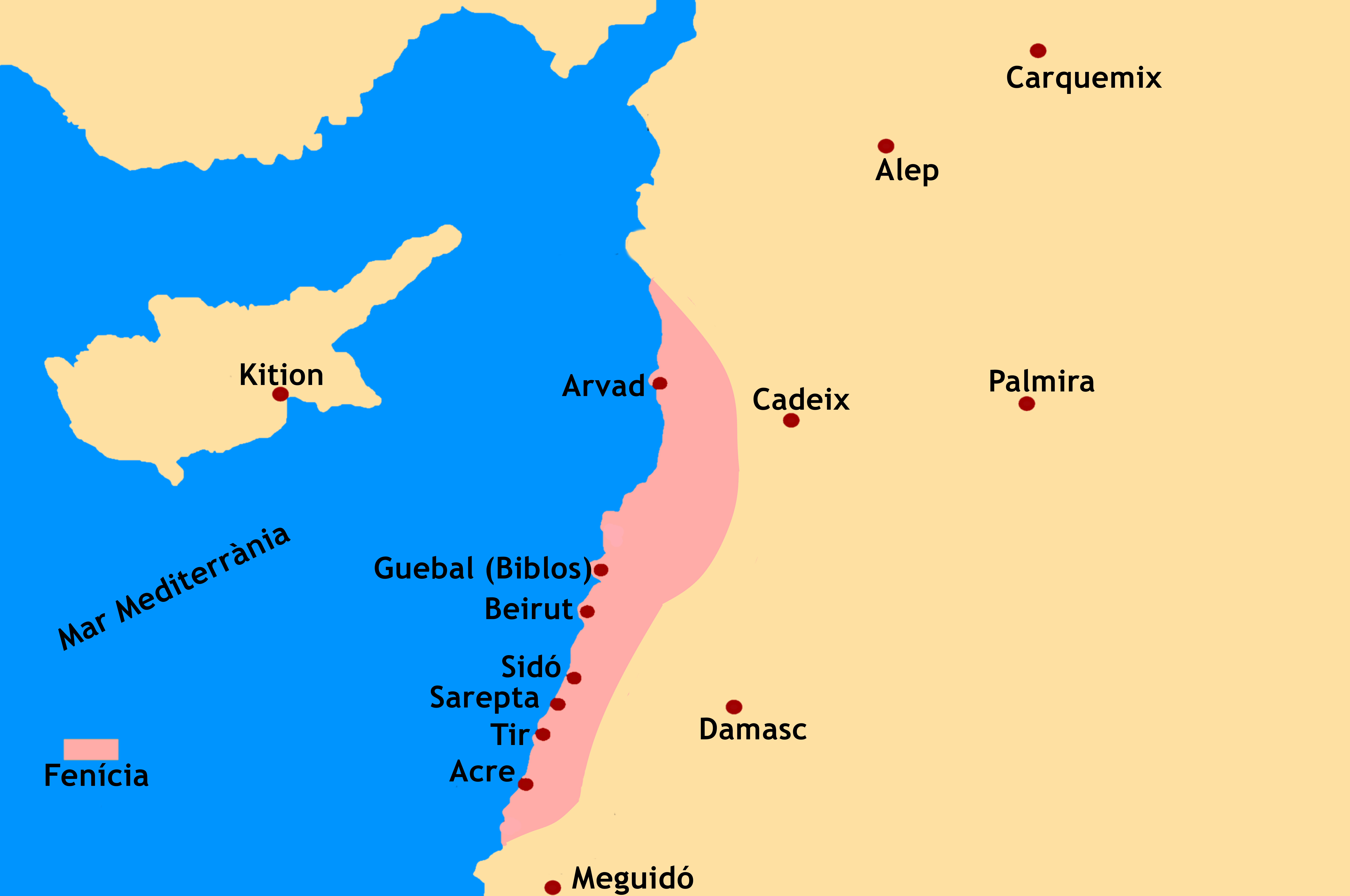
Mapa de Fenícia durant la seva expansió colonial.

Els fenicis eren un poble semita sorgit de les migracions dels semites des de Mesopotàmia. Fenícia, la seva terra, era una antiga regió del Pròxim Orient, bressol de la civilització feniciopúnica, que s'estenia al llarg del llevant mediterrani, a la costa oriental del mar Mediterrani. El seu territori comprenia des de la desembocadura del riu Orontes al nord, fins a la badia de Haifa al sud, comprenent àrees dels actuals Palestina, Israel, Síria i Líban, una regió anomenada antigament Canaan, amb què s'englobava molt sovint en les fonts.
La cultura fenícia és una civilització antiga que no va deixar fermes petjades físiques de la seva existència. El seu lloc geogràfic en la història és l'actual República Libanesa, i el creixement desproporcionat de les ciutats, així com els freqüents enfrontaments bèl·lics del passat, han dificultat la troballa de restes que revelin la seva cultura material. No obstant això, a diferència d'altres, va deixar un important llegat cultural a les civilitzacions posteriors; entre aquestes, creà un important vincle entre les civilitzacions de la mar Mediterrània, els principis comercials i l'alfabet.

## Etimologia
El nom ètnic que es donaven els fenicis a si mateixos era 𐤊𐤍𐤏𐤍𐤉, Kenaʿan, ‘cananeus’, o 𐤁𐤍 𐤊𐤍𐤏𐤍, bin Kenaʿan, ‘fills de Canaan’, i coincideix amb el poble cananeu esmentat en la Bíblia. Els grecs els van anomenar Φοίνικες, phoínikes, ‘vermells, púrpures’, molt probablement pels apreciats tints de color porpra amb què comerciaven. De phoínikes va derivar el terme «fenici», que s'aplica més aviat als descendents dels cananeus que habitaven a la franja costanera des de Dor (actual Palestina i Israel) fins a Arades o Arwad (actual Síria), entre el 1200 aC i la conquesta musulmana. No obstant això, el terme phoíniks pot fàcilment ser una etimologia popular derivada de l'etnònim pōnīm, gentilici de Put. Aquest terme denominava estrictament la regió costanera de Canaan, i molts dels pobles fenicis l'utilitzaven com a sinònim. De pōnīm derivarien també les formes llatines poenus i punicus.

## Alfabet i llengua

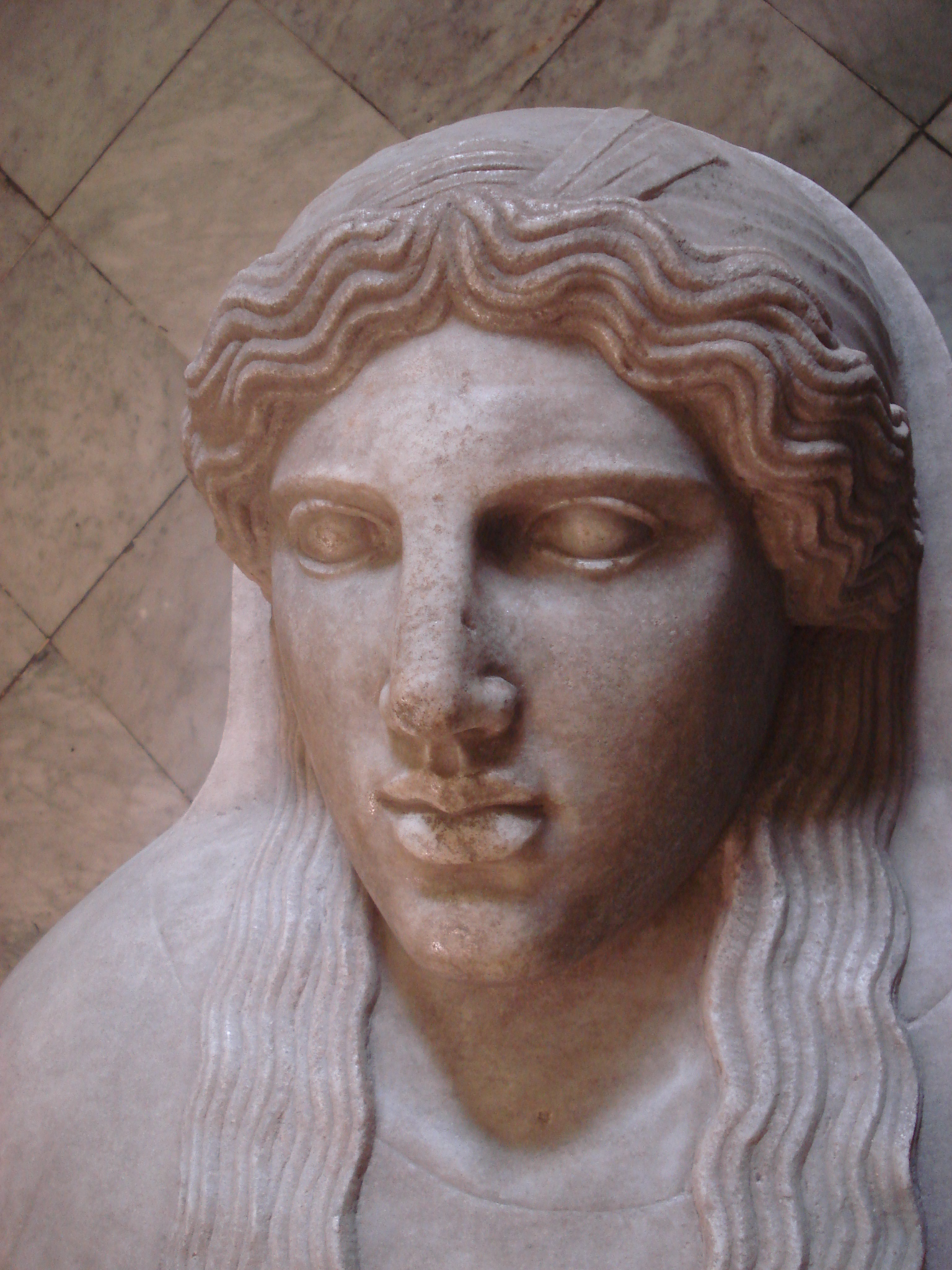
Sarcòfag fenici de Palerm.

Utilitzaven un alfabet fonètic, que els grecs adaptaren a la seua pròpia llengua i, amb el temps, va servir de base per a tots els alfabets occidentals. El seu alfabet tenia 22 lletres i l'alfabet grec que en va derivar, al començament, només tenia 16 lletres. El seu sistema numèric era decimal. El 10 era una línia horitzontal, el 20 una N, i el 100 un signe especial complementat amb marques que eren indicació del nombre de centenes. Els seus pesos i mesures eren els mateixos que els jueus.
La cultura fenícia fou molt important en la seva època, però, sorprenentment, han romàs poques restes de la seua història. Es coneix la seua existència, sobretot, pels textos d'altres pobles que entraren en contacte amb ells, en particular els assiris, els babilonis i, més tard, els grecs. No obstant això, hi ha constància que existia una literatura fenícia important.

## Religió
La religió fenícia tenia com a déus principals Baal i Astarte. Baal fou identificat amb Zeus i Júpiter dels grecs i romans. Astarte era una dea identificada amb Juno o amb Venus (Afrodita). Aquests cultes van existir fins al segle iv, quan el cristianisme es va imposar. Altres deïtats importants en foren Melkarth, Dagon i Onca. Com a poble mariner, van adorar el déu grec Posidó. Els fenicis practicaven la circumcisió, que havien après dels egipcis, però en contacte amb els grecs la seva pràctica va quedar molt reduïda.

## Història

La situació geopolítica a l'Orient Mitjà cap al 1200 aC, al final de l'Edat del Bronze Final.

Poblada des de principis del III mil·lenni aC per semites cananeus, la Fenícia històrica s'estenia sobre una estreta franja costanera de 40 km, des de la muntanya Carmel fins a Ugarit (uns 300 km). El seu sòl muntanyós i poc apte per a l'agricultura (encara que es van esforçar per treure'n profit) va orientar els seus habitants cap a les activitats marítimes. Amb més raó la mar se li va imposar a aquest poble, en quedar dividit en petites ciutats estat separades per morros rocosos, ja que el cabotatge era millor que les vies terrestres per al contacte entre les ciutats, que s'escalonaven des d'Acre i Tir, per Sidó i Biblos, fins a Arades i Ugarit. Fenícia, en ser un estret pas entre el mar i el desert de Síria, en contacte al sud a través de Canaan i del Sinaí amb Egipte, i al nord, a través de l'Eufrates, amb Mesopotàmia i l'Àsia Menor, estava destinada a ser una rica cruïlla comercial, cobejada pels grans imperis veïns.
En el segle X a.C., el rei Hiram I de Tir (regnat 970 - 936 a.C.), va establir relacions diplomàtiques formals amb el rei Salomó d'Israel, en part associades amb el comerç de cedre per a la construcció del Temple de Salomó a Jerusalem.

## Comerç i navegació

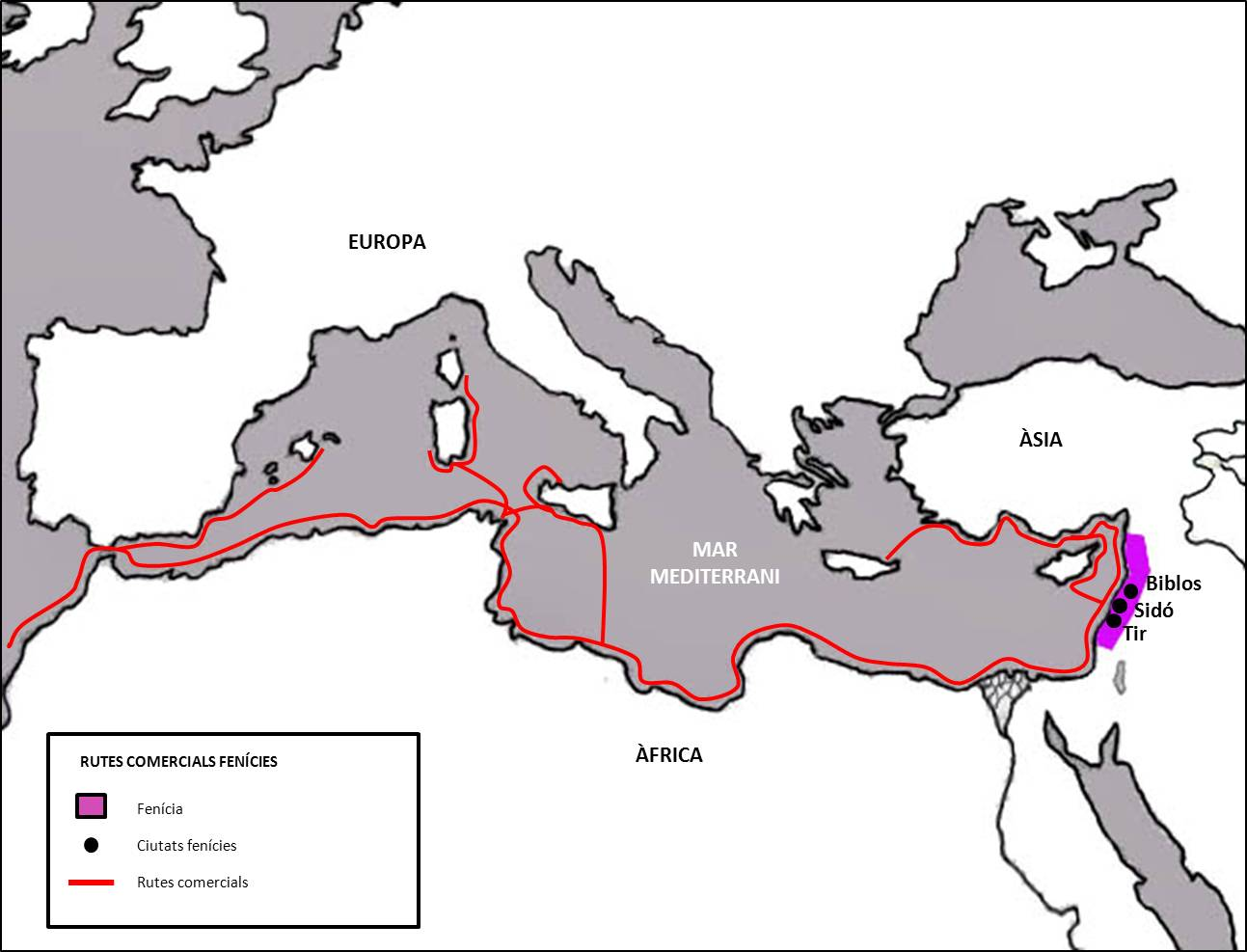
Mapa de les principals rutes comercials utilitzades pels fenicis.

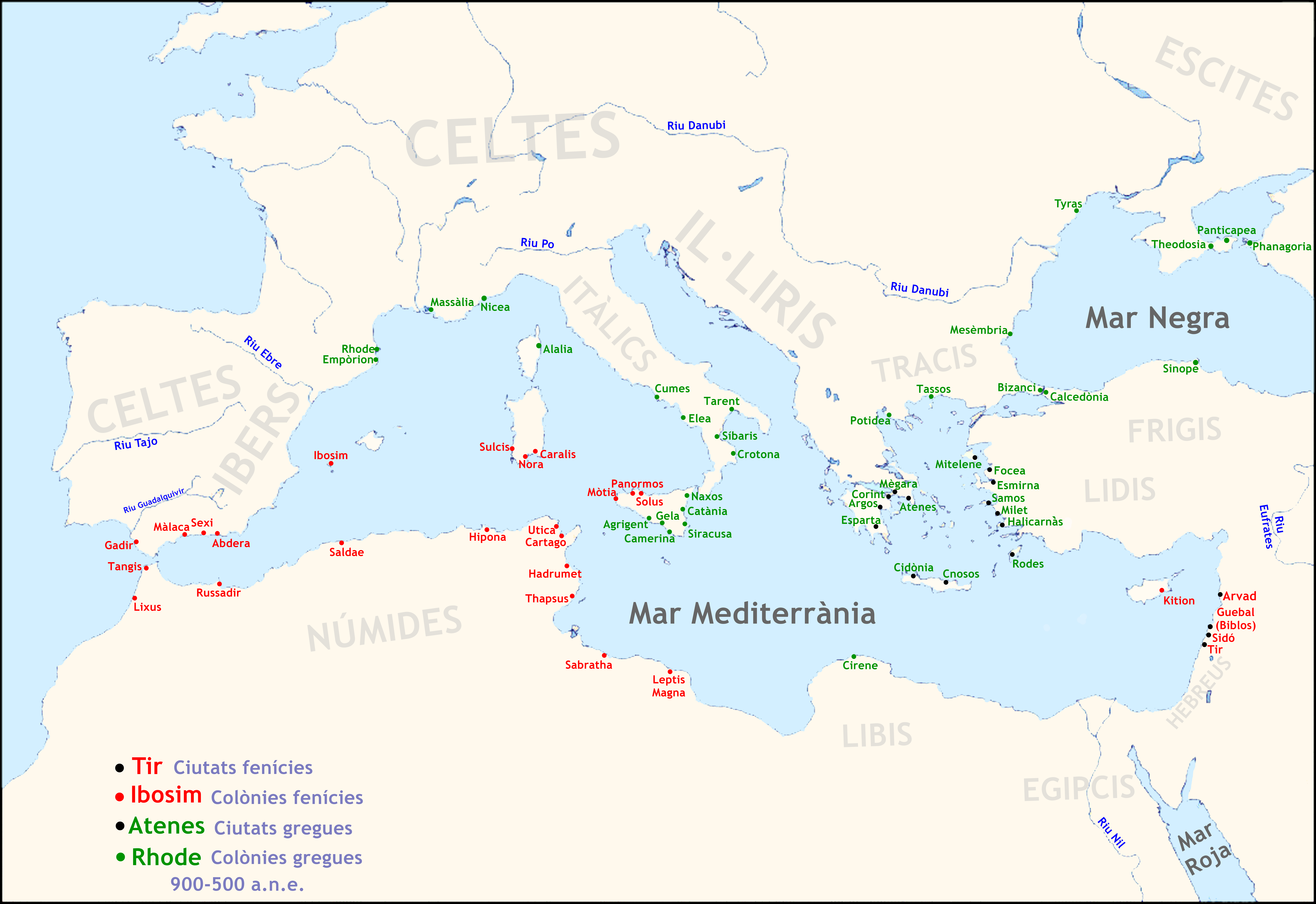
Mapa de les principals colònies fenícies i gregues.

El comerç n'era l'activitat principal. Consistia inicialment en l'intercanvi en forma de bescanvi dels productes elaborats a Fenícia per les mercaderies disponibles en altres llocs (bé altres productes manufacturats, especialment de les civilitzacions més desenvolupades, o bé matèries primeres, com minerals metàl·lics, coure i estany, o metalls preciosos, especialment dels pobles més primitius d'Occident). Posteriorment, la invenció de la moneda va permetre relacions comercials més sofisticades.
La necessitat del transport a llargues distàncies va estimular la construcció naval i la millora de les tècniques de navegació.
Van ser els grans mercaders de l'antiguitat. La geografia de les seves costes, que propiciava la instal·lació de ports, i la fusta dels seus boscos els brindaven els elements bàsics per a construir vaixells i organitzar companyies de navegació. Una d'aquestes va ser contractada pel rei persa Darios I el Gran al segle v aC. En certa manera, van aconseguir establir una talassocràcia o "govern dels mars", que els permetia controlar comercialment la Mediterrània.
Els viatges fenicis van establir nexes perdurables entre la Mediterrània oriental i l'occidental, no sols comercials, també culturals. Prova d'això són les colònies que deixaren a occident, principalment Cartago, la qual en fundà moltes més, ja desvinculada de les metròpolis a Fenícia. Cap al segle vii aC els fenicis van arribar a les costes valencianes i catalanes, quan comencen a cercar rutes alternatives per al comerç amb l'Atlàntic. El llegat dels fenicis a la història el perllongaria Cartago tot creant un Imperi que, durant els segles iv i iii aC, dominaria el comerç de tota la conca occidental mediterrània.